# Keszler Aladár
Keszler Aladár (Tapolca, 1908. április 1. – Tapolca, 1972. április 9.) vállalatvezető, nótaszerző, a Demokrata Néppárt országgyűlési képviselője.

## Élete

### Ifjúkora és közszereplővé válása
Keszler Aladár építési vállalkozó és Éderer Lujza nagyobbik gyermeke, még egy öccse született. Római katolikus vallásban nevelkedett. Az elemi iskola elvégzése után tanulmányait a székesfehérvári  ciszterci gimnáziumban folytatta, majd a Kossuth Lajos Reálgimnáziumban érettségizett le. 1936-ban a Balaton-vidéki Vegyipar gyárának szakmai irányítója lett. Bár vegyész végzettsége nem volt, a szükséges ismereteket önképzés révén szerezte meg, tudását később hivatalosan is elismerték. Állása mellett kisebb földterületen szőlőtermesztéssel is foglalkozott. 1937-38-ban a Tapolcai Újság főszerkesztője volt. 1942 és 1946 között mellékállásban egy olajlerakat kezelője is volt. Fontos háttere volt életének, hogy 1940-től haláláig a tapolcai római katolikus egyházközségi képviselő-testület tagja, majd jegyzője volt.

### Politikai pályája
1945-ben belépett Független Kisgazdapártba, a tapolcai szervezet hamarosan elnökké választotta. 1947-ben a párt balra tolódása miatt azonban kilépett az FKGP-ből és a Demokrata Néppárthoz csatlakozott. 1945. november 4-i nemzetgyűlési választásokon a Zala megyei választókerületben pótképviselővé választották. 1948 augusztusában hívták be az Országgyűlésbe, amikor Pörneczi József lemondott a megbízatásáról. A DNP frakciójának 1949. februári megszűnése után pártonkívüli képviselő lett.

### A diktatúra idején
Mandátumának lejárta után visszatért eredeti munkájához, és 1952 júniusáig vezette tovább vállalatát. Akkor az üzemét államosították, de szakképzettsége miatt meghagyták állásában. Kulákká nyilvánítását csak azzal tudta elkerülni, hogy szőlőbirtokát felajánlotta az államnak.
Az 1956-os forradalom idején Budapesten volt. Itt fölkereste volt képviselőtársait és részt vett a Demokrata Néppárt újraszervezésében. November 4-e, a forradalom leverése után hazament Tapolcára. 1957 júniusában letartóztatták és Kistarcsára valamint Tökölre internálták. Hónapok múlva, 1957. december elején szabadult, de még évekig rendőri felügyelet alatt állt. Két évre 1970-es nyugdíjbamenetele után hunyt el.
Közéleti tevékenységén túl magyar nóták szerzőiként is ismert.